# Condamine (Queensland)
Condamine ist ein kleiner Ort mit knapp 300 Einwohnern im australischen Bundesstaat Queensland. Condamine befindet sich 34 Kilometer südlich von Miles und 186 Kilometer nördlich von Goondiwindi am Leichhardt Highway. Die Stadt liegt im Verwaltungsgebiet (LGA) Western Downs Region.

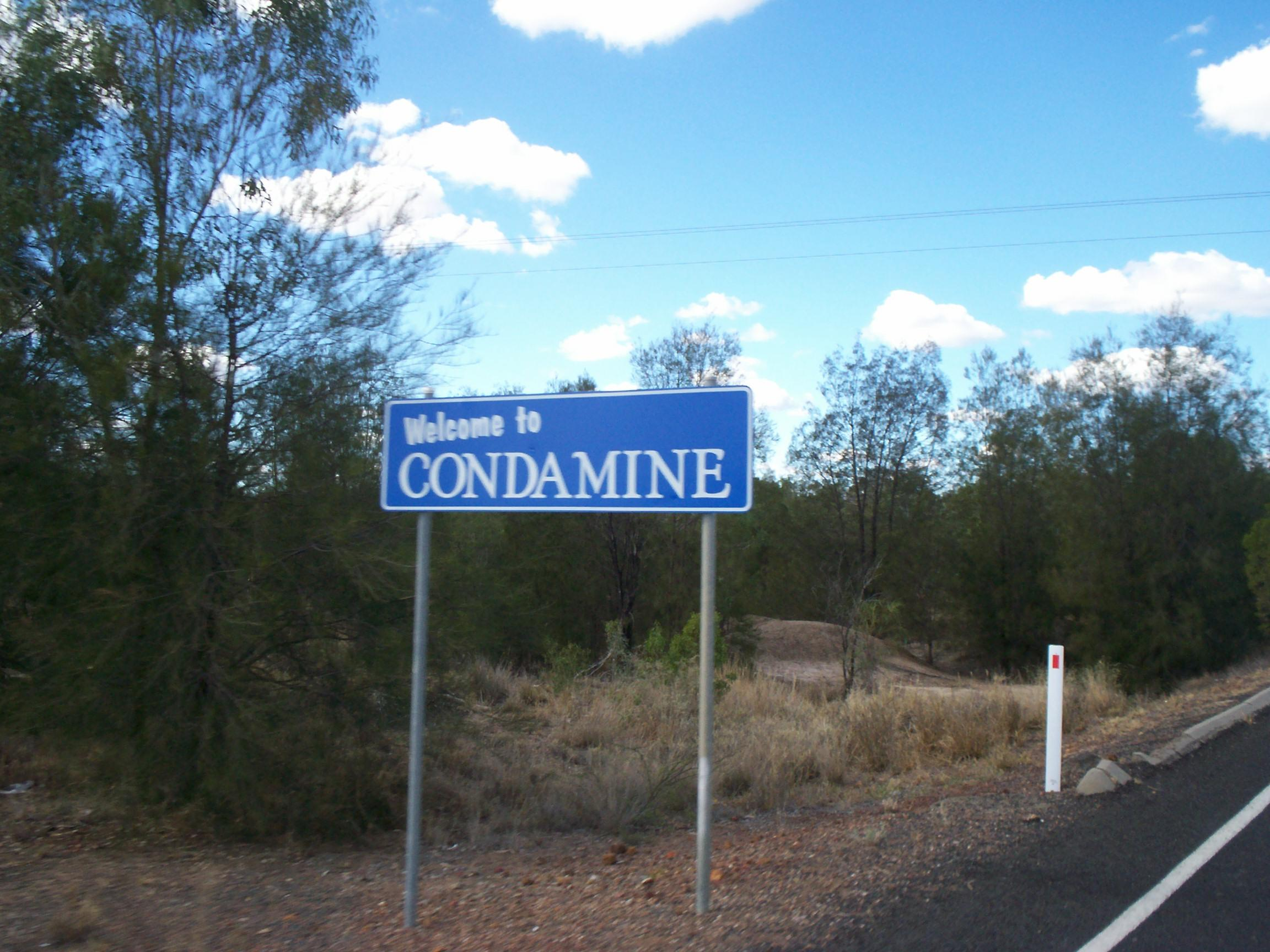
Ortsschild von Condamine

Condamine gilt als der Ort, an dem die Condamine Bell erfunden wurde; eine kleine Glocke aus Blech, die benutzt wurde, um Rinderherden zu lokalisieren.
Die Gaspipeline von Roma nach Brisbane passiert Condamine im Süden. Zwei Gasverdichtungsanlagen stehen im Westen, wo sich zwei weitere Pipelines, die Peat/Scotia Lateral und die Braemar Line Pack Pipeline mit der Roma-Brisbane-Pipeline kreuzen.
Der Condamine River fließt durch den Westteil der Stadt. Am 30. Dezember, während der Überschwemmungen in Queensland Anfang 2010 bis 2011 musste die Stadt evakuiert werden, als man erwartete, dass der Pegel des Flusses die 15 m Marke überschreiten würde. Nachdem das Hochwasser zurückgegangen war, musste die Stadt innerhalb von 10 Tagen ein weiteres Mal geräumt werden, als weiter anhaltender Regen eine Sturzflut verursachte. Die zweite Flutwelle erreichte einen Höchststand von 13,2 m.